# Galium murbeckii
Galium murbeckii là một loài thực vật có hoa trong họ Thiến thảo. Loài này được Maire mô tả khoa học đầu tiên năm 1921.